# شراکوویتسه (استان پومرانی)
شراکوویتسه (به لهستانی:  Sierakowice) یک روستا در لهستان است که در گمینا شراکوویتسه واقع شده‌است.طبق آمار سال ۲۰۰۷،شراکوویتسه ۷٬۰۶۸ نفر جمعیت دارد.